# Dobrepolje
Dobrepolje é um município da Eslovênia. A sede do município fica na localidade de Videm-Dobrepolje.